# Manon Depuydt
Manon Depuydt (2 de abril de 1997) es una deportista de Bélgica que compite en atletismo. Ganó una medalla de oro en el Campeonato Europeo de Atletismo por Equipos de 2019, en la prueba de 4 × 100 m.